# Alfa Romeo 2600
Le Alfa Romeo 2600 sono una serie di vetture prodotte dalla casa automobilistica italiana Alfa Romeo dal 1962 al 1969. La gamma 2600 comprende la 2600 berlina, disegnata e costruita direttamente nello Stabilimento del Portello a Milano, la 2600 Spider, fino al 1965, la 2600 Sprint, con carrozzerie disegnate e prodotte rispettivamente dalla Touring e dalla Bertone.
È l'ultima Alfa Romeo dotata di un motore 6 cilindri in linea bialbero.

## Storia del modello
Nel contesto di sviluppo tecnologico e prestazionale delle proprie vetture all'inizio degli anni '60 l'Alfa Romeo sostituisce quelle della serie 2000 (1958) con le nuove 2600, le quali non sono modelli completamente nuovi bensì una notevole evoluzione di quelli esistenti, ottenute ridisegnando le tre versioni disponibili e dotandole di un motore nuovo.
La serie 2600, siglata internamente modello 106, è composta dalle versioni berlina, Sprint e Spider, le versioni coupé e spider disegnate e realizzate rispettivamente da Bertone e da Touring, tutti evoluzione diretta delle precedenti 2000, e presentata al pubblico del Salone dell'automobile di Ginevra 1962 portando al debutto un nuovo motore 6 cilindri in linea bialbero da 2600 cm³, derivato dal quattro cilindri della serie Giulia, che prende il posto del vecchio 4 cilindri in linea con basamento in ghisa derivato da quello della 1900. A queste tre versioni si aggiunsero più tardi un'altra coupé realizzata da Zagato, la 2600 Sprint Zagato, e un'altra berlina, quasi una coupé quattro porte, costruita dalla OSI, battezzata De Luxe.

## La 2600 berlina (1962-1969)

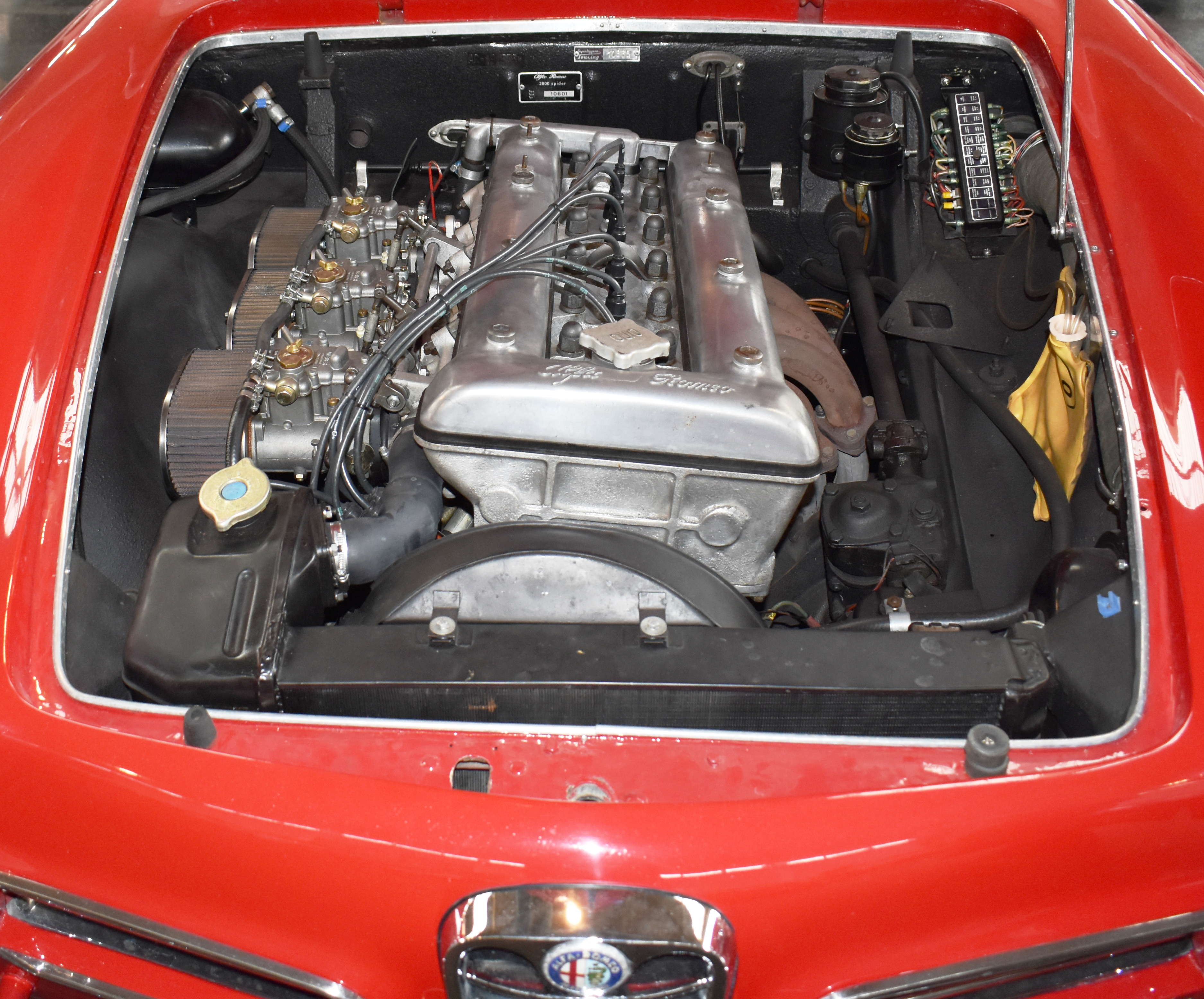
Il nuovo motore 6 cilindri in linea bialbero, montato sotto il cofano di una 2600 Spider

La 2600 berlina (serie 106.00) è un'automobile signorile ed elegante, capace di ospitare con ogni comfort 6 persone, derivata dalla 2000 berlina (1958) ma dotata di un motore completamente nuovo. Quello montato sulle nuove Alfa Romeo 2600 è un 6 cilindri in linea 2584 cm³ (alesaggio x corsa: 83 x 79,6 mm) raffreddato ad acqua con basamento e testata in alluminio, distribuzione con due alberi a camme in testa comandati da catena, camere di scoppio emisferiche e tre carburatori doppio corpo Solex 32 PAIA, che sviluppa 130 CV di potenza massima a 5900 giri/min e 20,6 kgm di coppia massima a 3400 giri/min con rapporto di compressione 8,5:1. Accoppiato al cambio a 5 marce, tutte sincronizzate, riesce a far superare alla vettura i 175 km/h di velocità massima (valori dichiarati, in realtà la rivista Quattroruote nella prova su strada raggiunse i 183 km/h effettivi).
Come sulla 2000 lo sterzo è a vite e rullo mentre l'impianto frenante è misto con freni a disco all'anteriore, la novità tecnica più importante dopo il motore, e a tamburo al posteriore. A partire dall'autunno 1964 i freni diventano a disco su tutte le ruote, Altre modifiche di dettaglio prevedono un minor numero di cromature, lo spostamento dello specchietto retrovisore interno dalla plancia alla parte superiore del parabrezza, il montaggio di un orologio circolare al centro della plancia. Anche le sospensioni ricalcano lo schema dell'antenata, con le anteriori a ruote indipendenti, secondo lo schema a quadrilateri deformabili, con molle elicoidali, ammortizzatori idraulici telescopici non coassiali e barra antirollio, e le posteriori a ponte rigido, collegato al telaio longitudinalmente tramite due puntoni di duralluminio e centralmente da un triangolo superiore, sempre con molle elicoidali e ammortizzatori idraulici telescopici, stavolta coassiali.

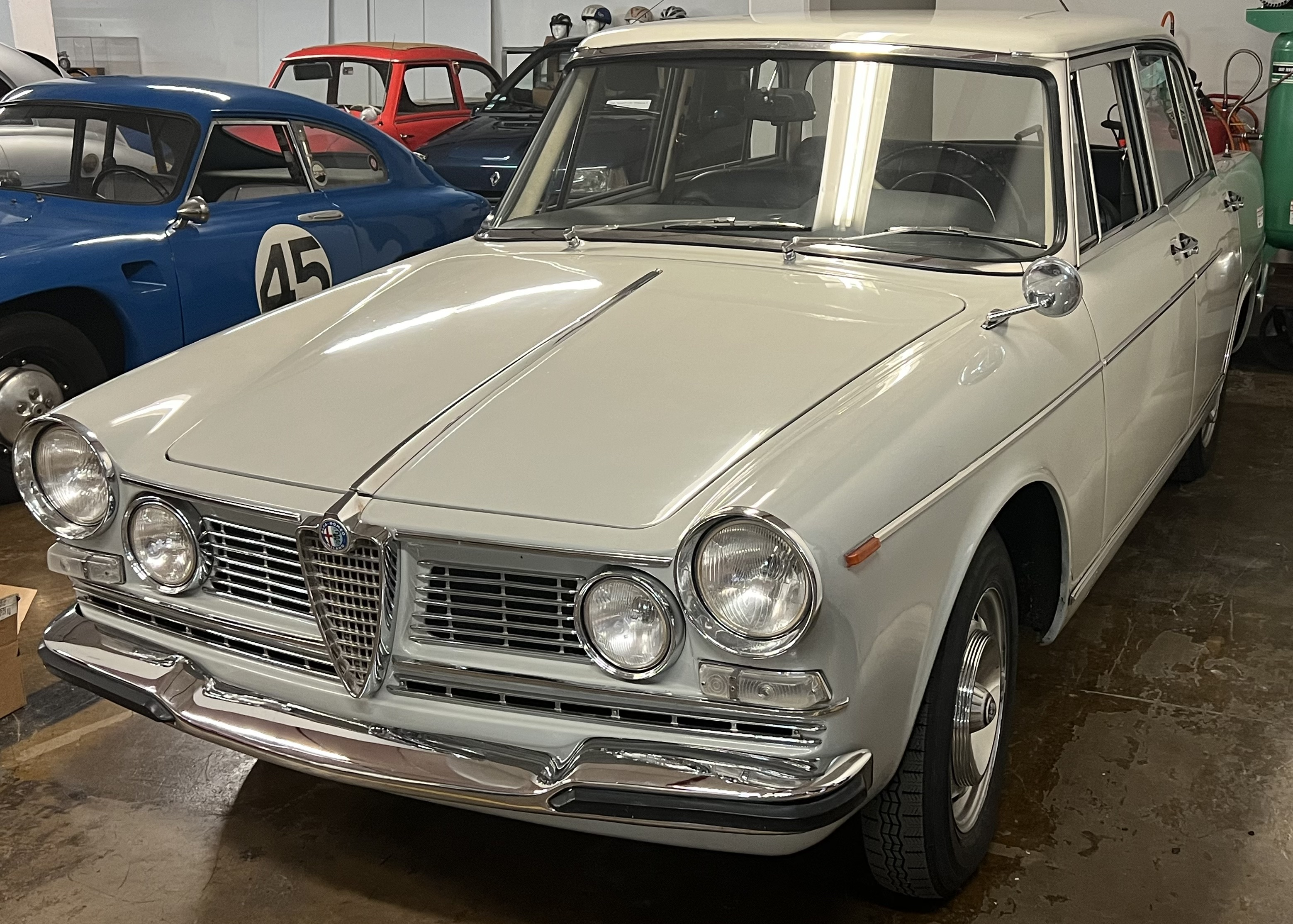
2600 berlina del 1962, si noti il nuovo frontale ridisegnato

La nuova 2600 è una berlina a 4 porte con carrozzeria in acciaio la cui linea deriva direttamente da quella dell'antenata, della quale sono attenuate le tendenze americaneggianti ridisegnando frontale e coda. Per questo motivo, per quanto riguarda la carrozzeria, si parla di restyling profondo più che di modello interamente nuovo. Il frontale è stato modificato per renderlo più sobrio spianando il cofano e rialzando il muso. Al centro è presente comunque il tipico scudetto triangolare Alfa Romeo affiancato da una griglia che ingloba anche gli abbaglianti circolari mentre gli anabbaglianti rimangono al loro posto, sulla sommità dei parafanghi, sopra le nuove luci di posizione e le frecce, raggruppate in un'unica lente rettangolare. Nella parte bassa vi sono anche una cromatura e una sottile presa d'aria a tutta larghezza che sovrastano un paraurti cromato, depresso al centro, con protezioni gommate alle estremità.
La fiancata è praticamente identica a quella della 2000, eccetto che per la rimozione della cromatura al centro e per il pannello posteriore, leggermente rivisto per adattarsi alla nuova coda squadrata. Il posteriore viene completamente modificato eliminando le pinne d'ispirazione americana, sostituendole con una più moderna coda tronca. Il cofano del bagagliaio diventa squadrato, così come i nuovi fanali posteriori rettangolari sempre a sviluppo verticale, e ne aumenta la capacità di carico. Sul cofano posteriore si trova il portatarga cromato mentre la scritta Alfa Romeo 2600 si sposta sulla destra della soglia di carico. Il paraurti posteriore, che non ingloba più lo scarico sdoppiato, è depresso al centro e dotato di protezioni gommate alle estremità come quello anteriore.
L’abitacolo, che deriva integralmente da quello della 2000 berlina, può accogliere comodamente 6 persone su due file di sedili a panca, ben imbottiti e rivestiti in tessuto e vinile, grazie alla leva del cambio al volante e al comando a maniglia del freno a mano posto sotto la plancia. Il cruscotto, rivestito con del materiale antiriflesso, prevede un solo strumento asimmetrico composto da, a sinistra, tachimetro/contachilometri a sviluppo orizzontale, posto sopra indicatore del livello della benzina, manometro dell’olio e termometro dell'acqua e, a destra, contagiri circolare. Il volante a due razze è in bachelite bianca e nera con un anello cromato per il clacson. Al centro della plancia vi sono il posacenere e un alloggiamento per la radio, alle estremità le bocchette orientabili per la climatizzazione mentre di fronte al passeggero si trova un cassetto porta guanti, chiuso da uno sportello.
Dalla berlina di serie deriva anche una versione limousine realizzata in soli 12 esemplari dal preparatore statunitense Alfa Heaven nel 1963.

### La 2600 berlina De Luxe OSI (1965-1967)

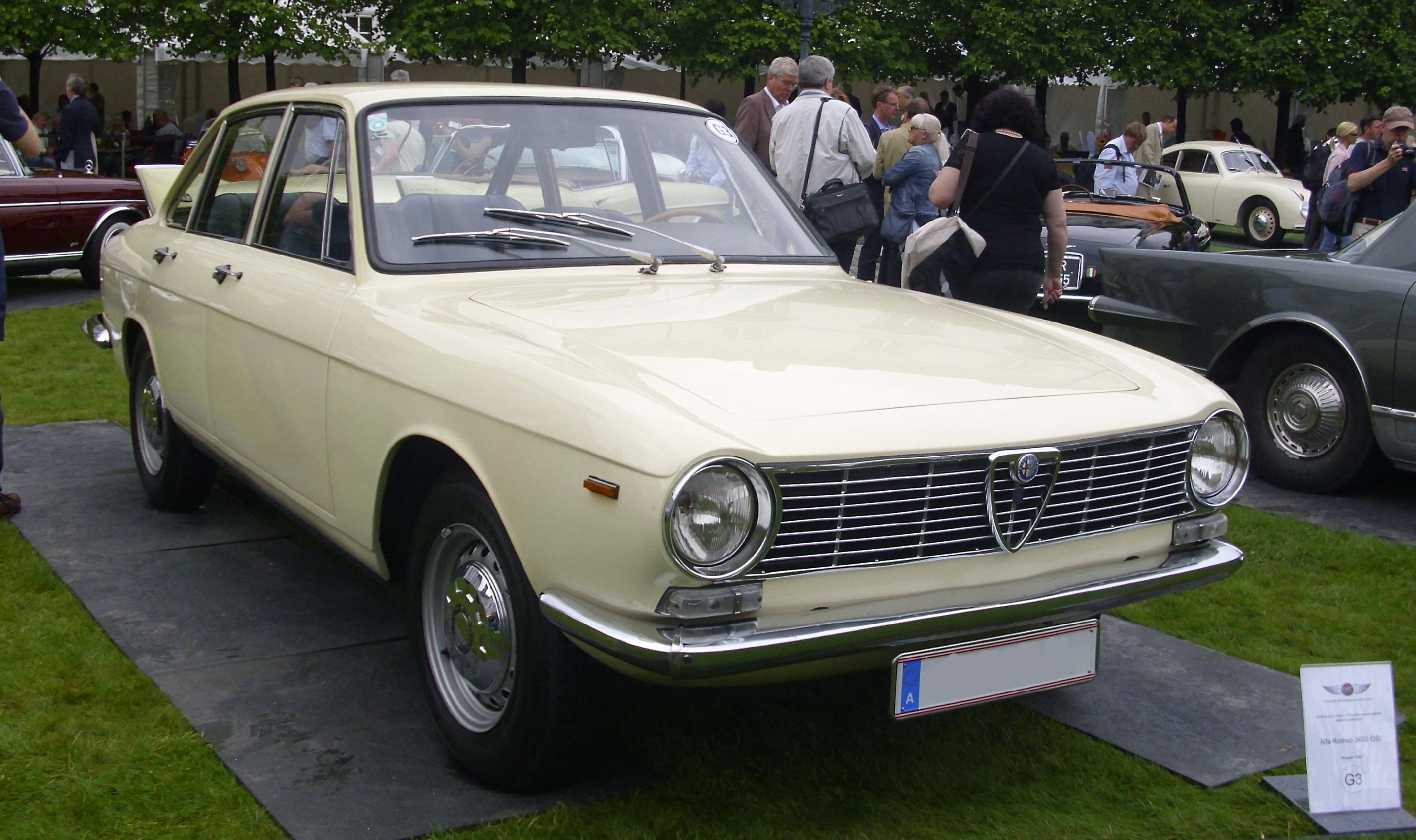
2600 De Luxe OSI

Nel 1965 viene presentata una versione berlina alternativa a quella della casa, l'Alfa Romeo 2600 berlina De Luxe, (serie 106.16). Caratterizzata da una linea nettamente più moderna viene costruita dalla torinese OSI, Officine Stampaggi Industriali, un'azienda del gruppo Ghia, durante i due anni successivi, in 54 esemplari,uno dei quali andato allo Scià di Persia. L'auto utilizza il motore della berlina 2600 da 130 CV ma è disponibile come optional, anche se non subito, il motore da 145 CV delle Sprint/Spider.
Con la 2600 De Luxe si interviene sulla relativa pesantezza delle linee della versione di serie ridisegnando completamente la vettura, adottando nuove linee tese e al passo con i tempi, molto più simili alla più piccola Giulia e alla 2600 Sprint. L'aspetto generale è più da coupé quattro porte che da ammiraglia, ma senza pregiudicare il comfort per gli occupanti dei sedili posteriori ampliando la superficie vetrata con l'adozione di due grandi finestrini posteriori supplementari.

## La 2600 Spider Touring (1962-1965)
Come la 2600 berlina ridisegnata dalla casa deriva dalla 2000 berlina anche la nuova Alfa Romeo 2600 Spider (serie 106.01) disegnata e costruita dalla carrozzeria Touring, deriva dalla precedente 2000 Spider. Come per l'antenata diretta la carrozzeria milanese decide di non usare il metodo Superleggera, in cui i pannelli esterni della carrozzeria sono realizzati in alluminio, ma una moderna struttura monoscocca interamente in acciaio. In quel periodo infatti la Touring si sta trasformando da atelier a vero e proprio costruttore industriale e la 2600 Spider è stata la prima carrozzeria costruita nel nuovo stabilimento di Nova Milanese.

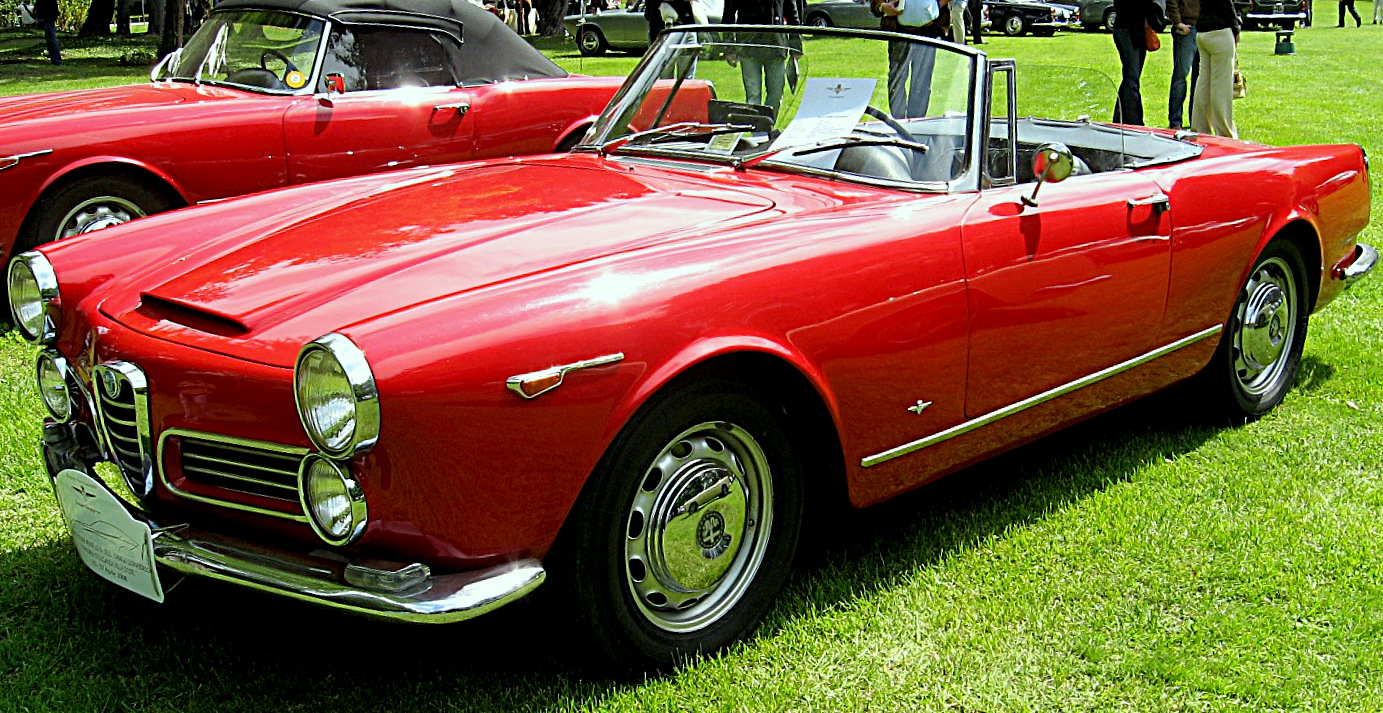
2600 Spider

La 2600 Spider subisce un lieve restyling e adotta tutte le migliorie tecniche apportate alla berlina, compreso il motore, ma cambia meno rispetto alla berlina. La due più due posti (non viene proposta la versione due posti) scoperta è basata sull'autotelaio della quattro porte, da cui eredita sterzo, freni e sospensioni, ma con passo accorciato da 2720 mm a 2500 mm e motore potenziato a 145 CV grazie all'aumento del rapporto di compressione fino a 9:1 e all'adozione di tre carburatori doppio corpo Solex 40 PHH. Il cambio è sempre a 5 marce ma ha la leva sul tunnel. Grazie a queste modifiche e alla diversa carrozzeria la spider tocca i 200 km/h. La carrozzeria della 2600 Spider differisce da quello della precedente 2000 oltre che per la rinnovata meccanica, anche per numerosi dettagli esterni che la contraddistinguono a prima vista. È infatti dotata di una sola presa d'aria sul cofano motore (in luogo delle due di più piccole dimensioni della 2000) ma mantiene i piccoli loghi alati della Carrozzeria Touring, senza la scritta Superleggera in corsivo perché la scocca è in acciaio, il frontale differisce per il paraurti anteriore unico (al posto di quello sdoppiato della 2000), nuovi sono anche lo scudetto triangolare Alfa Romeo rimpicciolito e arrotondato e le griglie delle prese d'aria frontale, che continuano ad inglobare i fanali di posizione e le frecce.
Sulla 2600 Spider vengono montati una griglia cromata tra il parabrezza e il cofano e i deflettori ai finestrini anteriori. La fiancata è semplificata eliminando le particolari griglie oblique cromate, della 2000 e una delle due cromature sottoporta sovrapposte, mentre sul parafango anteriore rimangono i particolari indicatori di direzione dotati di "coda" cromata. Solo la parte posteriore risulta pressoché invariata, con lo stesso paraurti posteriore cromato allungato sulla fiancata e gli stessi fanali posteriori a sviluppo verticale circondati da una cornice cromata. Questi sono montati sulla parte finale delle pinne e delimitano il cofano del bagagliaio, su cui si trovano il portatarga cromato e la scritta Alfa Romeo 2600.
Le prime 2600 Spider prodotte inoltre hanno il cofano che si apre dalla parte anteriore, con cerniere installate sul lato abitacolo, mentre successivamente sono spostate sulla traversa anteriore, sicché il cofano si apra dalla parte dell'abitacolo e a partire dall'autunno 1964 i freni divengono a disco su tutte le ruote.

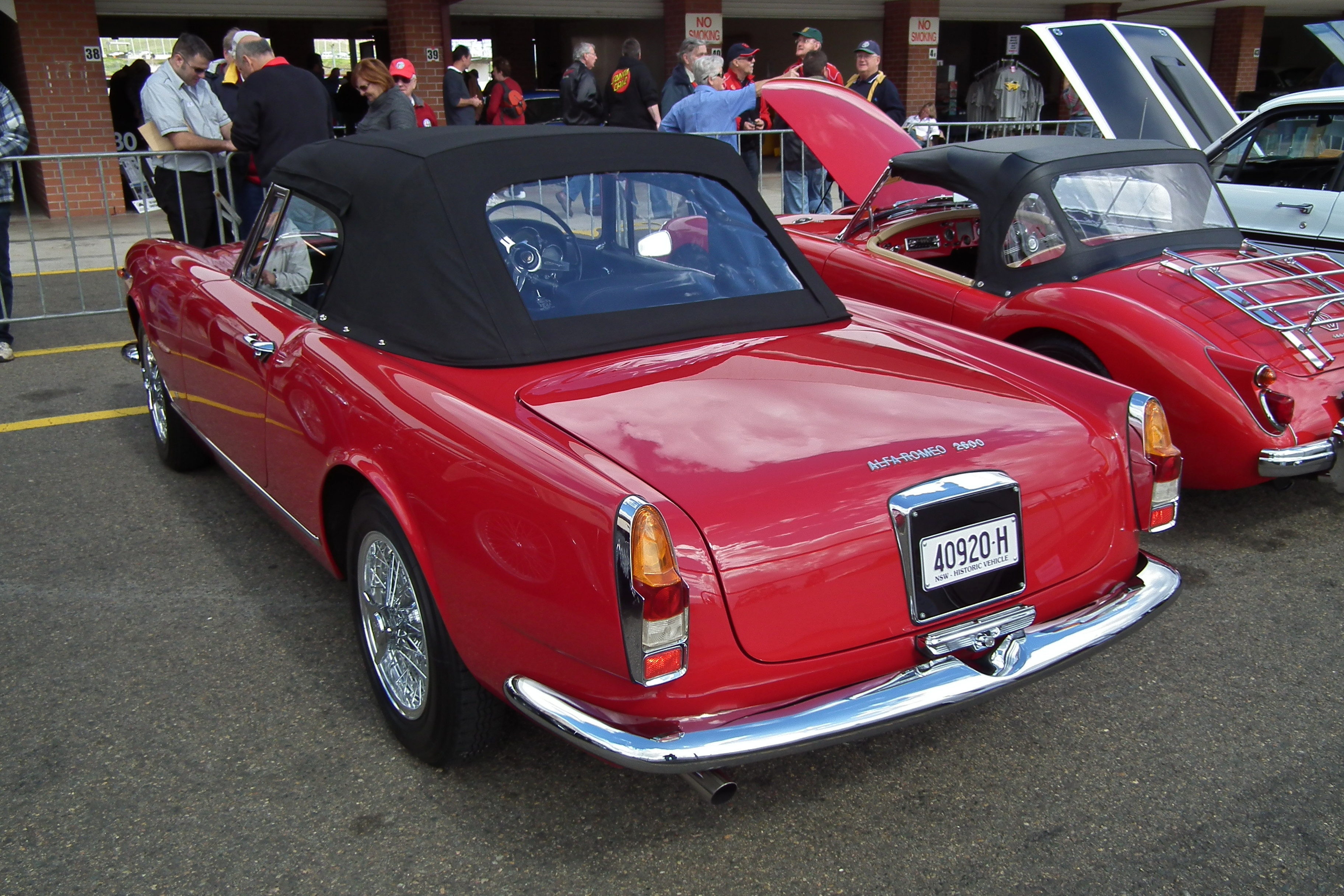
Retro 2600 spider

Come nell’abitacolo della 2000, anche nella 2600 vi sono due sedili separati, ben imbottiti e rivestiti in vinile, ma al posto del ripiano posteriore per alloggiare i bagagli vi è una panchetta posteriore per alloggiare altri due occupanti essendo omologata come 2 più 2. Il cruscotto, verniciato di nero, prevede una palpebra al cui interno si trovano quattro strumenti circolari, tachimetro/contachilometri e contagiri, più grandi, e, più piccoli, indicatore del livello della benzina, manometro dell’olio e termometro di acqua e olio. Il volante a tre razze è in bachelite nera con razze in alluminio e pulsante per il clacson. Al centro della plancia vi sono lo specchietto retrovisore e un alloggiamento per la radio mentre di fronte al passeggero si trovano un cassetto portaguanti, chiuso da uno sportello, e una grande maniglia di appiglio.
La linea della carrozzeria non è alterata dalla capote, che da aperta rientra in un apposito vano e da chiusa si armonizza con il resto del corpo vettura. Tra gli accessori a pagamento di questa lussuosa spider vi sono le ruote a raggi, (di serie vi sono cerchi in lamiera stampata della berlina), l'aria condizionata, l'hard-top (il tettuccio rigido in lamiera), i vetri elettrici e gli interni rifiniti in pelle, raffinate dotazioni adeguate all'alta classe della vettura.

### La 2600 Spider "America"
Sin da subito il successo della 2000 Spider in America spinge l'Alfa Romeo a produrre la 2600 Spider America. Le differenze con la 2600 Spider "europea" sono limitate ai paraurti anteriore e posteriore, dotati di grandi rostri gommati, al baule, dove il logo della Carrozzeria Touring sostituisce la scritta Alfa Romeo, ed infine all'adeguamento alle norme nordamericane degli strumenti e delle luci posteriori.

## La 2600 Sprint (1962-1966)

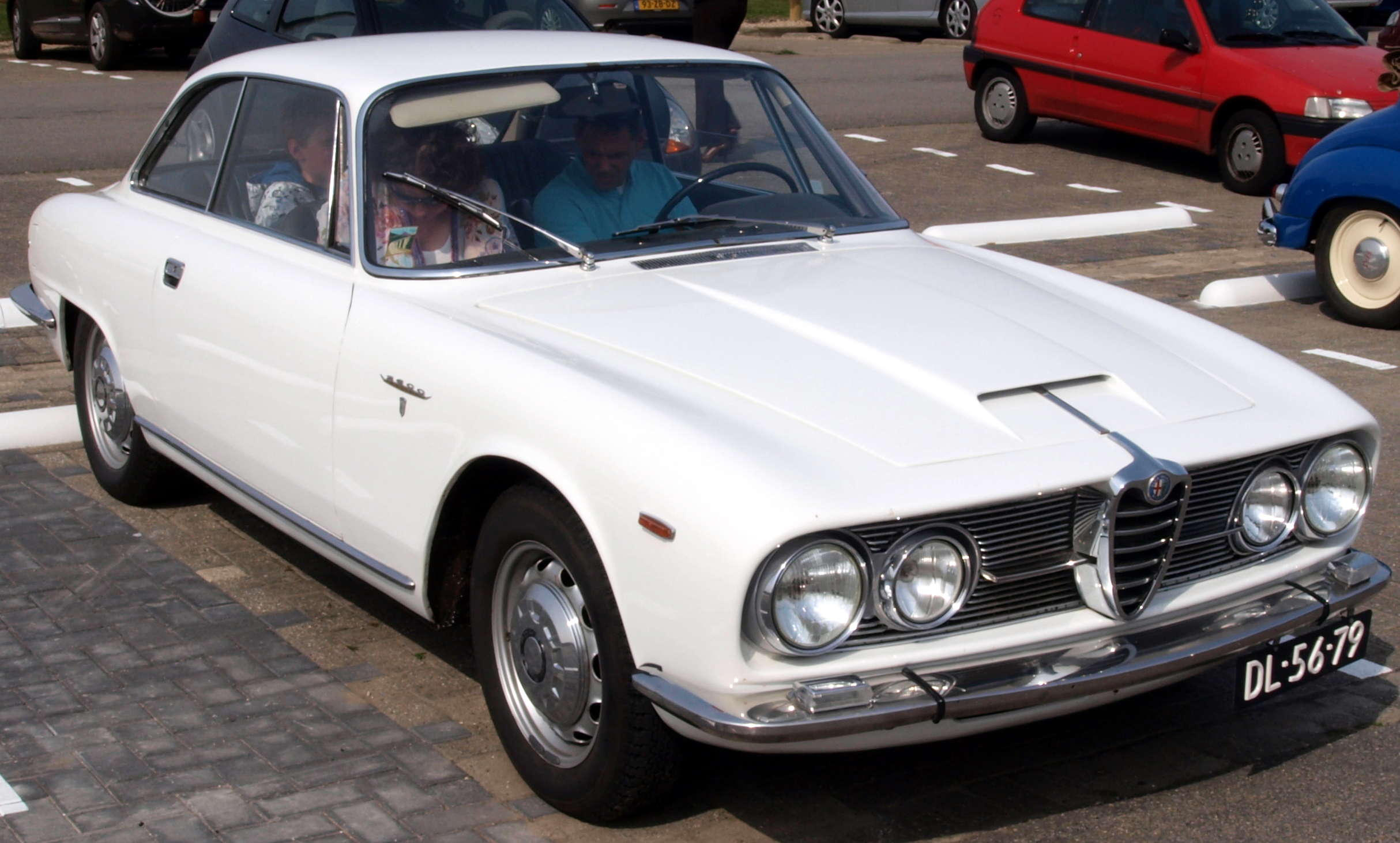
2600 Sprint

Anche la 2600 Sprint (serie 106.02) deriva direttamente dalla 2000 Sprint disegnata da Giorgetto Giugiaro per la carrozzeria Bertone solo due anni prima su un nuovo autotelaio, sempre derivato da quello della 4 porte ma dal passo accorciato a 2580 mm.
Questo modello venne mantenuto pressoché identico grazie al design avanzato del frontale, caratterizzato da un'unica apertura coperta da una griglia, una novità assoluta nel 1960. Anche i fanali, doppi e di diametro diverso, sono inseriti all'interno della griglia stessa anziché essere montati sulla carrozzeria e lo scudetto Alfa Romeo viene modificato e risalta in questa nuova configurazione perché, non più essendo appoggiato alla lamiera, acquisisce un certo spessore e si estende anche sul cofano, con una "coda" cromata, più corta. L'unica differenza su tutta la carrozzeria è sul cofano, dove compare una presa d'aria centrale per poter alloggiare il nuovo motore. Il paraurti rimane una striscia cromata su cui sono montati gli indicatori di direzione. La fiancata, con andamento simile a quello della Giulietta Sprint, è completamente liscia, con una striscia cromata sottoporta, lo stemma della Bertone montato sotto la scritta 2600 Sprint sul parafango anteriore e i passaruota posteriori "tagliati" da un rilievo della lamiera. Il posteriore è tronco e privo di pinne, con lo specchio di coda incassato entro cui si trovano i fanalini e il portatarga.

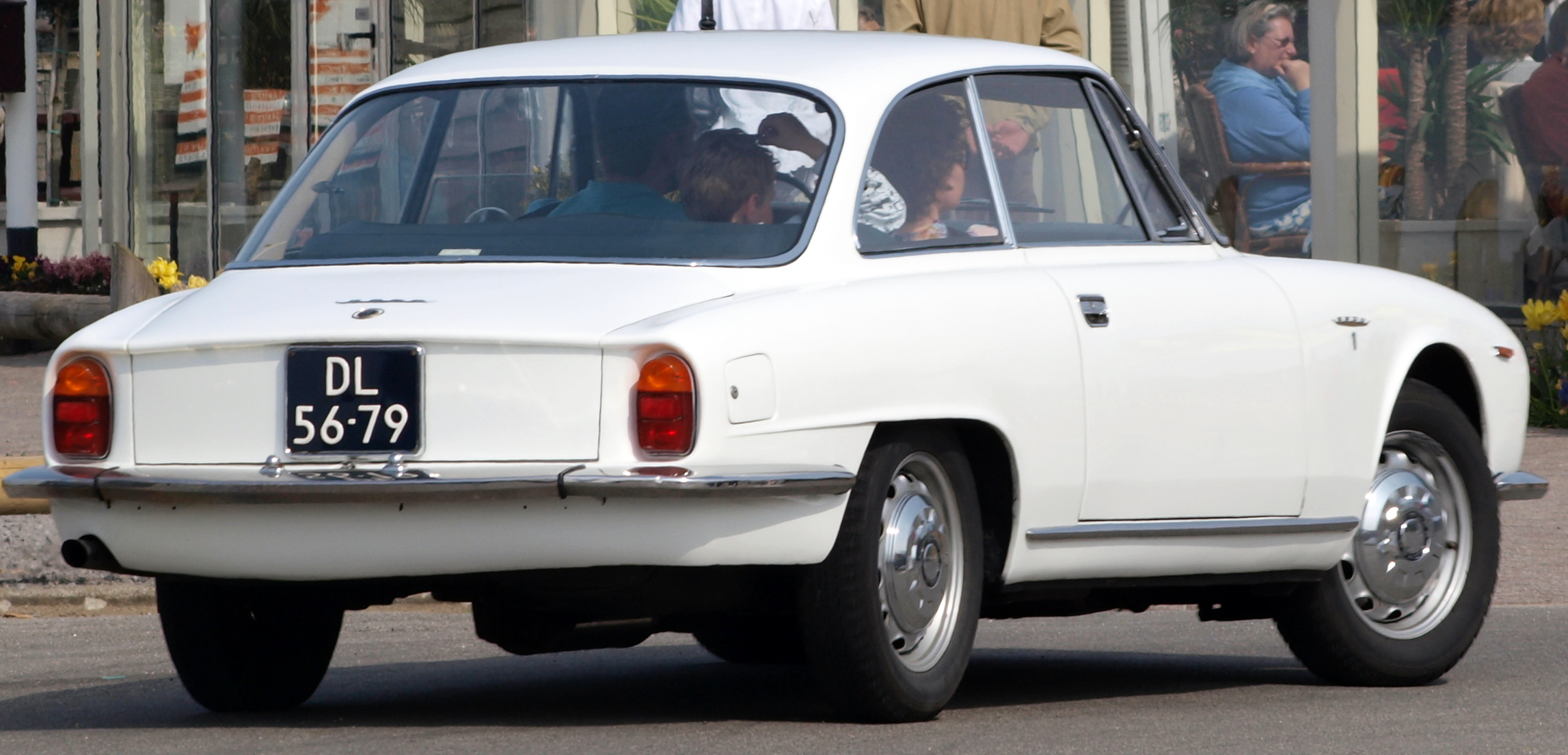

Nell’abitacolo vi sono quattro posti, i due anteriori su sedili separati ben imbottiti, e i due posteriori, più piccoli, su una panchetta; entrambi rivestiti in vinile e tessuto. Il cruscotto, dotato di un rivestimento superiore antiriflesso, una fascia centrale in tinta con la carrozzeria e un'imbottitura inferiore, prevede una palpebra nera al cui interno si trovano tre strumenti circolari affiancati, quello del tachimetro/contachilometri, quello unico con indicatore del livello della benzina e termometro di acqua e olio, e il contagiri. Il volante ha le tre razze in alluminio mentre la corona ed il pulsante del clacson in bachelite nera. Al centro della plancia vi è la scritta 2600 Sprint, identica a quella sul parafango, di fronte al passeggero si trovano un alloggiamento per la radio e un cassetto portaguanti, chiuso da uno sportello, mentre alle estremità le bocchette orientabili per la climatizzazione. Sotto la plancia, dietro la leva del cambio, ci sono il posacenere e i comandi della climatizzazione. Tra gli accessori a pagamento vi sono le ruote a raggi, l'aria condizionata, i vetri elettrici e gli interni rifiniti in pelle, raffinate dotazioni adeguate all'alta classe della vettura.
La meccanica, eccetto che per il passo accorciato a 2580 mm, rispecchia quello della 2600 Spider con motore da 145 CV e cambio a 5 marce con leva posta sul tunnel e anche qui si toccano i 200 km/h di velocità massima. L'unica modifica meccanica di rilievo riguarda i freni, che diventano a disco su tutte le ruote a partire dall'autunno 1964.
Nonostante le buone qualità suggerissero un esteso impiego in gara l'attività sportiva della 2600 Sprint è rimasta confinata a poche competizioni tutte disputate nelle mani di piloti privati, non assistiti né dalla Casa né dall'Autodelta, impegnate con le Giulia Ti Super e GTA.
Alcuni esemplari di 2600 Sprint sono acquistati dal Ministero dell'Interno ed assegnati alla Squadra Volante della Polizia di Stato rafforzando la flotta delle Pantere. Uno di essi è tuttora esposto nel Museo delle auto della Polizia di Stato insieme ad una 2000 Sprint. Per beneficiare dei dazi allora vigenti, più bassi sulle parti staccate di autoveicoli che su mezzi completi, alcuni esemplari vennero esportati in versione CKD (Complete Knock Down-completamente in componenti) nel Regno Unito, dove furono assemblati presso la Bristol, e, a richiesta, dotati di carburatori maggiorati per una potenza massima di 170 CV. 

### La 2600 Sprint "America"
Come la 2600 Spider anche la 2600 Sprint viene commercializzata in America e con le stesse modifiche apportate alla 2600 Spider che riguardano l'adeguamento alle norme nordamericane degli strumenti e delle luci.

### La 2600 SZ

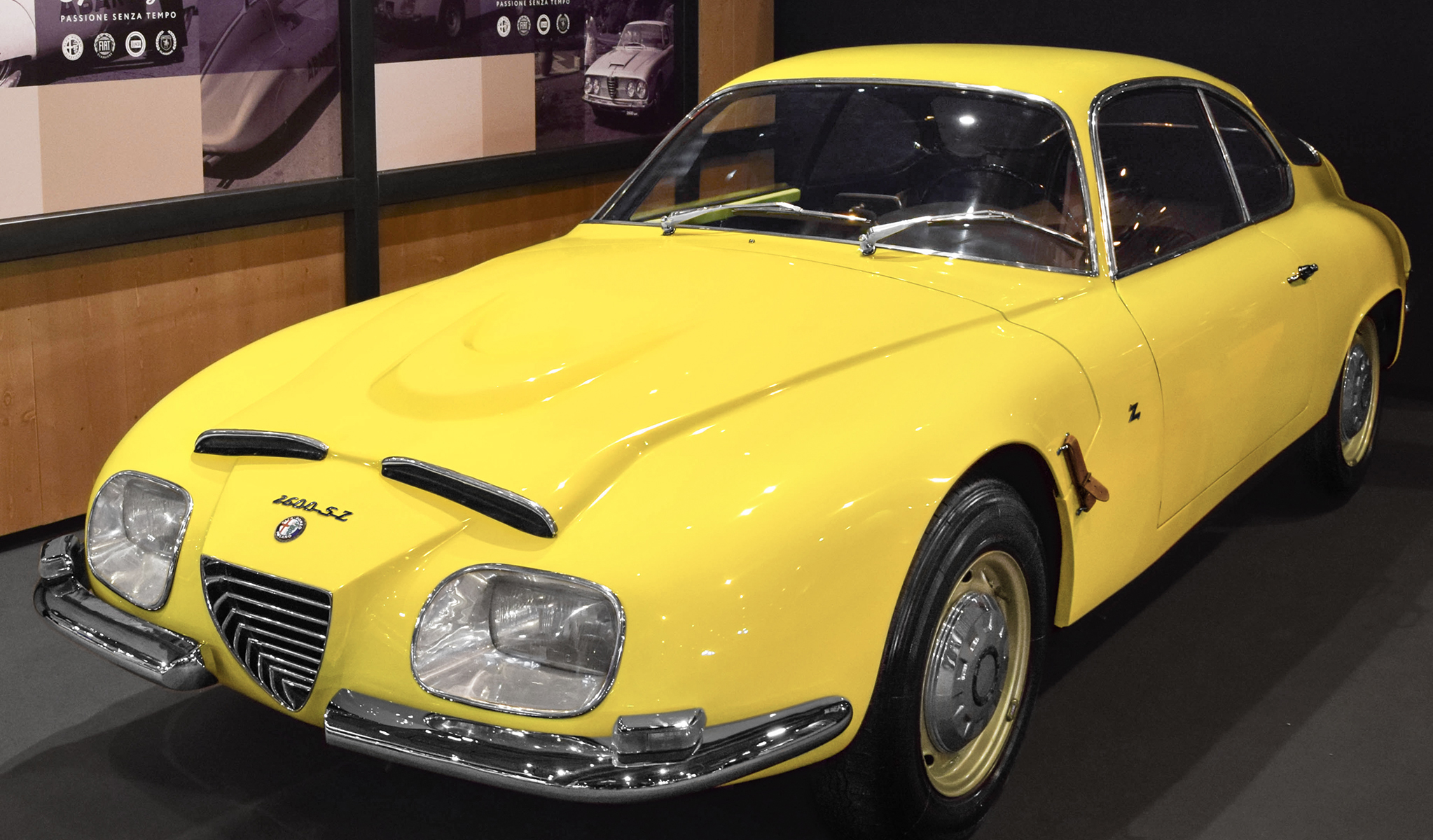
La 2600 SZ prototipo del 1963

Nel 1963 Zagato presentò il prototipo della sua interpretazione della 2600, disegnata da Ercole Spada, con una linea aerodinamica che si riconosceva dal frontale dotato di fari a forma ellittica e da un trilobo Alfa Romeo particolarmente largo, era distinguibile per le linee particolarmente originali che richiamano il contemporaneo stile Zagato, rendendola simile ad una Lancia Flaminia Super Sport. 

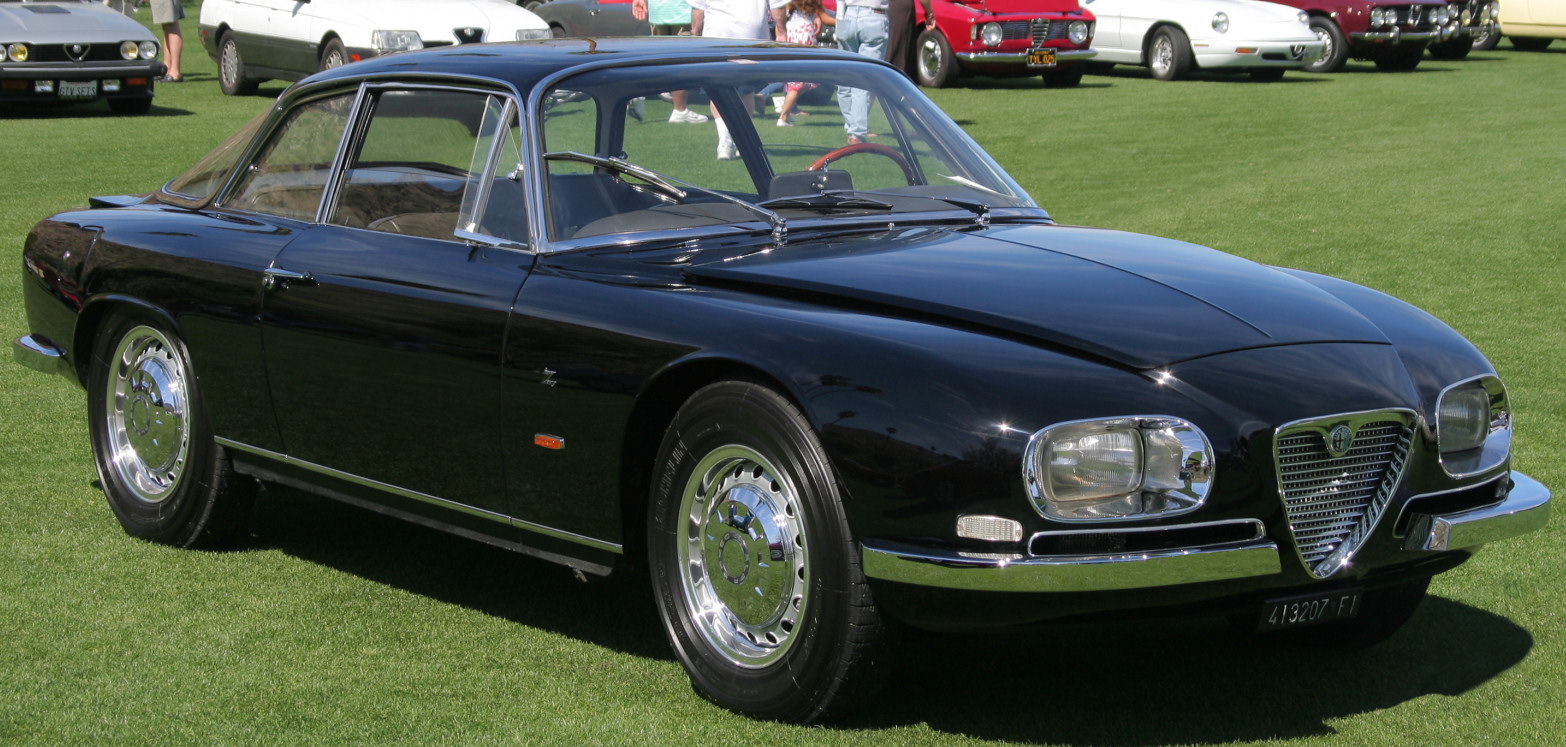
Una 2600 SZ di produzione

Quest'auto venne messa in produzione però solo nel 1965 e prodotta per soli due anni, in 105 esemplari, uno dei quali andato a Sophia Loren, fino al 1967.

### La 2600 Coupé Speciale Pininfarina (1963)
Nel 1962 la Carrozzeria Pininfarina presenta la propria proposta per la nascitura serie 2600. Prima presenta una berlina, oggi conservata nel Museo Storico di Arese, poi realizza una spider rossa e, trasformando la stessa macchina, una coupé verde smeraldo.
Al Salone di Torino e a quello di Ginevra 1962 viene presentata la 2600 Spider Speciale, verniciata di rosso, caratterizzata da una linea pulita ed elegante, con fari a scomparsa e un particolarissimo scudetto in cui il biscione visconteo e la croce di Milano del piccolo stemma rotondo si ingrandiscono fino ad occupare tutto il trilobo Alfa Romeo, come già visto sulla loro unica berlina realizzata. L'auto è stata successivamente trasformata nella 2600 Coupé Speciale presentata al Salone di Bruxelles del gennaio 1963, dotata anche di altre modifiche estetiche, tra cui il cambio di colore da rosso a verde e l'adozione di ruote a raggi. Dopo che negli anni se ne erano perse le tracce è stata riscoperta negli Stati Uniti e restaurata secondo le specifiche del Salone di Bruxelles.

## La produzione

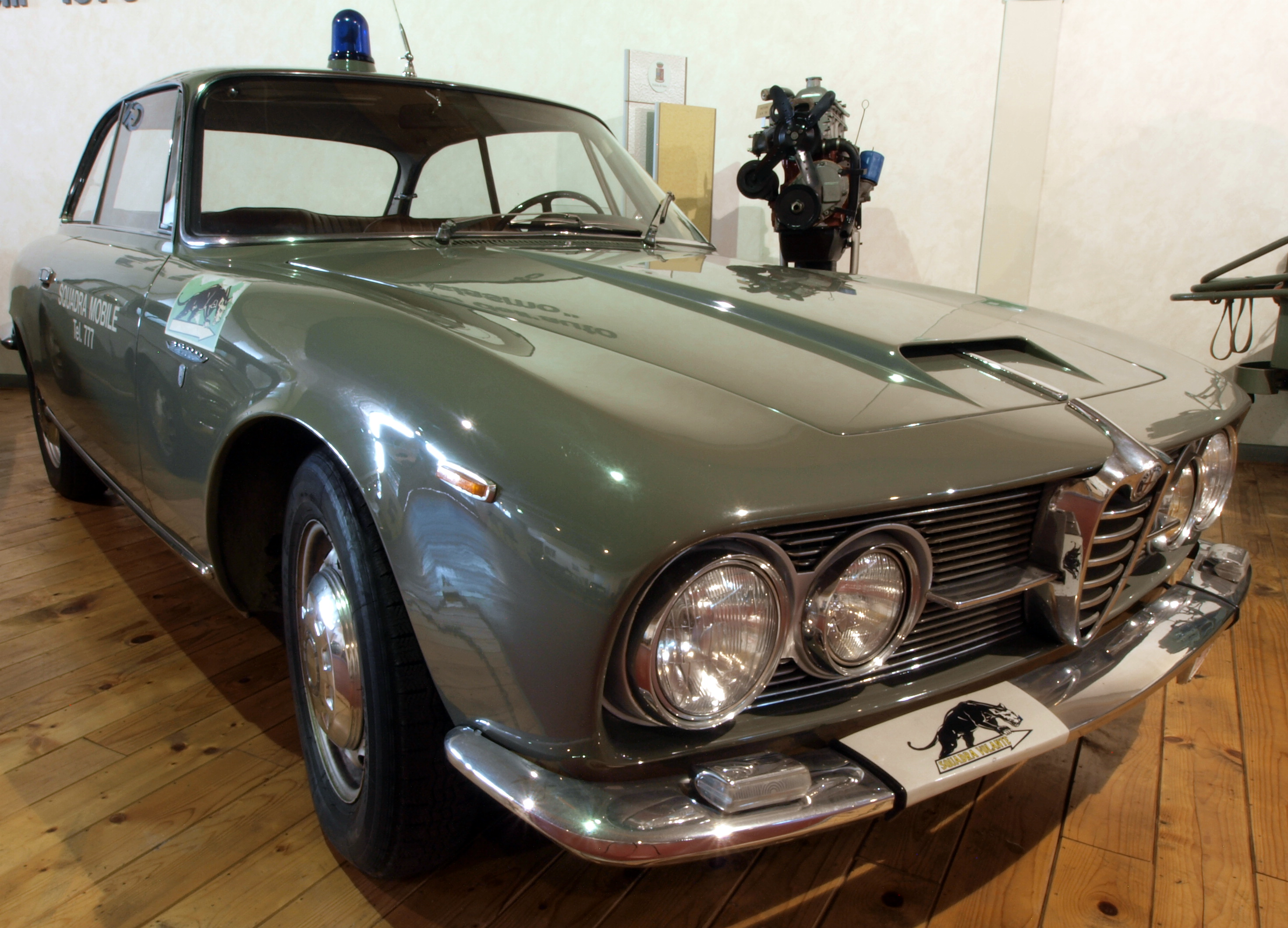
La 2600 Sprint della Squadra Volante nel Museo delle Auto Storiche della Polizia

La serie 2600 venne prodotta tra il 1962 e il 1969 quando esce di produzione senza venire rimpiazzata direttamente, infatti il suo posto al vertice della gamma venne preso dalla 1750/2000 derivata dalla serie Giulia con motore 4 cilindri. Fino all'arrivo della Montreal nel 1970 non ci furono a listino Alfa Romeo autovetture con motorizzazioni di così alta cilindrata mentre per rivedere una berlina Alfa Romeo a sei cilindri si deve attendere il 1979, anno di presentazione dell'Alfa 6. 
La 2600 berlina ha avuto uno scarso successo commerciale, penalizzata da un lato dall'elevato prezzo di acquisto e dall'altro per lo stile non particolarmente felice della carrozzeria, essendo troppo legato allo stile della precedente 2000, già di scarso successo. Tutto ciò si tradusse in 2038 esemplari venduti, compresi 425 con guida a destra e 100 CKD assemblate lontano da Milano nell'arco dei 7 anni di produzione, tanto da essere superata nei volumi di vendita sia dalla Sprint che dalla Spider, prodotte solo fino al 1965 e al 1966.
Infatti nel 1965 la Carrozzeria Touring si avvia verso la chiusura e fino a quel momento vengono prodotti in totale 2255 esemplari di 2600 Spider, di cui 2152 con guida a sinistra e 103 con guida a destra (1 esemplare nel 1963 e 102 nel 1964). Nel 1962 vennero prodotte 515 vetture, nel 1963 ne vennero costruite 984, nel 1964 589, e nel 1965 vennero prodotti gli ultimi 64 esemplari.
La 2600 Sprint invece viene prodotta dalla Bertone fino al 1966 in 6999 esemplari, dei quali 597 con guida a destra (definiti serie 106.09). Nel 1962 vennero prodotte 1278 vetture, nel 1963 ne vennero costruite 2855, nel 1964 1740, nel 1965 1002 e infine nel 1966 vennero prodotti gli ultimi 124 esemplari. Tra questi non sono compresi i 105 esemplari di 2600 SZ (serie 106.12) prodotta solo a partire dal 1965. I dati di produzione più precisamente sono di 32 esemplari nel 1965, 59 esemplari nel 1966 e 14 vetture prodotte nel 1967. A queste auto vanno aggiunti 54 esemplari di 2600 De Luxe OSI costruite dal 1965 al 1967.

## Caratteristiche tecniche
| Caratteristiche tecniche - Alfa Romeo 2600 berlina (1962)                               | Caratteristiche tecniche - Alfa Romeo 2600 berlina (1962) | Caratteristiche tecniche - Alfa Romeo 2600 berlina (1962) | Caratteristiche tecniche - Alfa Romeo 2600 berlina (1962) | Caratteristiche tecniche - Alfa Romeo 2600 berlina (1962) | Caratteristiche tecniche - Alfa Romeo 2600 berlina (1962) |
| --------------------------------------------------------------------------------------- | --- | --- | --- | --- | --- |
|                                                                                         | | | | | |
| Configurazione                                                                          | | | | | |
| Carrozzeria: berlina 4 porte                                                            | Carrozzeria: berlina 4 porte | Posizione motore: anteriore longitudinale | Posizione motore: anteriore longitudinale | Trazione: posteriore | Trazione: posteriore |
| Dimensioni e pesi                                                                       | | | | | |
| Ingombri (lungh.×largh.×alt. in mm): 4700 × 1700 × 1400                                 | Ingombri (lungh.×largh.×alt. in mm): 4700 × 1700 × 1400 | Ingombri (lungh.×largh.×alt. in mm): 4700 × 1700 × 1400 | Ingombri (lungh.×largh.×alt. in mm): 4700 × 1700 × 1400 | Diametro minimo sterzata: 10,4 m | Diametro minimo sterzata: 10,4 m |
| Interasse: 2720 mm                                                                      | Interasse: 2720 mm | Carreggiate: anteriore 1400 mm - posteriore 1370 mm mm | Carreggiate: anteriore 1400 mm - posteriore 1370 mm mm | Altezza minima da terra: 120 mm | Altezza minima da terra: 120 mm |
| Posti totali: 6                                                                         | Posti totali: 6 | Bagagliaio: | Bagagliaio: | Serbatoio: 60 litri | Serbatoio: 60 litri |
| Masse                                                                                   | a vuoto: 1380 kg | a vuoto: 1380 kg | a vuoto: 1380 kg | a vuoto: 1380 kg | a vuoto: 1380 kg |
| Meccanica                                                                               | | | | | |
| Tipo motore: 6 cilindri in linea raffreddato ad acqua, basamento e testata in alluminio | Tipo motore: 6 cilindri in linea raffreddato ad acqua, basamento e testata in alluminio | Tipo motore: 6 cilindri in linea raffreddato ad acqua, basamento e testata in alluminio | Cilindrata: 2584 cm³ | Cilindrata: 2584 cm³ | Cilindrata: 2584 cm³ |
| Distribuzione: due alberi a camme in testa azionati da doppia catena silenziosa         | Distribuzione: due alberi a camme in testa azionati da doppia catena silenziosa | Distribuzione: due alberi a camme in testa azionati da doppia catena silenziosa | Alimentazione: due carburatori doppio corpo invertiti Solex 32 PAIA | Alimentazione: due carburatori doppio corpo invertiti Solex 32 PAIA | Alimentazione: due carburatori doppio corpo invertiti Solex 32 PAIA |
| Prestazioni motore                                                                      | Potenza: 130 CV DIN (148 CV SAE) a 5.900 giri/min / Coppia: 20,5 kgm DIN (23,4 kgm SAE) a 3.400 giri/min | Potenza: 130 CV DIN (148 CV SAE) a 5.900 giri/min / Coppia: 20,5 kgm DIN (23,4 kgm SAE) a 3.400 giri/min | Potenza: 130 CV DIN (148 CV SAE) a 5.900 giri/min / Coppia: 20,5 kgm DIN (23,4 kgm SAE) a 3.400 giri/min | Potenza: 130 CV DIN (148 CV SAE) a 5.900 giri/min / Coppia: 20,5 kgm DIN (23,4 kgm SAE) a 3.400 giri/min | Potenza: 130 CV DIN (148 CV SAE) a 5.900 giri/min / Coppia: 20,5 kgm DIN (23,4 kgm SAE) a 3.400 giri/min |
| Accensione: a spinterogeno con correttore pneumatico dell'anticipo                      | Accensione: a spinterogeno con correttore pneumatico dell'anticipo | Accensione: a spinterogeno con correttore pneumatico dell'anticipo | Impianto elettrico: a 12V | Impianto elettrico: a 12V | Impianto elettrico: a 12V |
| Frizione: monodisco a secco a comando idraulico                                         | Frizione: monodisco a secco a comando idraulico | Frizione: monodisco a secco a comando idraulico | Cambio: 5 marce sincronizzate + retromarcia, comando al volante | Cambio: 5 marce sincronizzate + retromarcia, comando al volante | Cambio: 5 marce sincronizzate + retromarcia, comando al volante |
| Telaio                                                                                  | | | | | |
| Corpo vettura                                                                           | monoscocca | monoscocca | monoscocca | monoscocca | monoscocca |
| Sterzo                                                                                  | a vite globoidale e rullo | a vite globoidale e rullo | a vite globoidale e rullo | a vite globoidale e rullo | a vite globoidale e rullo |
| Sospensioni                                                                             | anteriori: a ruote indipendenti con trapezio oscillante, mollone elicoidale e ammortizzatore idraulico telescopico / posteriori: a ponte rigido con mollone elicoidale e ammortizzatore idraulico telescopico | anteriori: a ruote indipendenti con trapezio oscillante, mollone elicoidale e ammortizzatore idraulico telescopico / posteriori: a ponte rigido con mollone elicoidale e ammortizzatore idraulico telescopico | anteriori: a ruote indipendenti con trapezio oscillante, mollone elicoidale e ammortizzatore idraulico telescopico / posteriori: a ponte rigido con mollone elicoidale e ammortizzatore idraulico telescopico | anteriori: a ruote indipendenti con trapezio oscillante, mollone elicoidale e ammortizzatore idraulico telescopico / posteriori: a ponte rigido con mollone elicoidale e ammortizzatore idraulico telescopico | anteriori: a ruote indipendenti con trapezio oscillante, mollone elicoidale e ammortizzatore idraulico telescopico / posteriori: a ponte rigido con mollone elicoidale e ammortizzatore idraulico telescopico |
| Freni                                                                                   | anteriori: a disco a comando idraulico / posteriori: a tamburo/a disco dall'autunno 1964 - a comando idraulico - su tutte servofreno                                                                          | anteriori: a disco a comando idraulico / posteriori: a tamburo/a disco dall'autunno 1964 - a comando idraulico - su tutte servofreno                                                                          | anteriori: a disco a comando idraulico / posteriori: a tamburo/a disco dall'autunno 1964 - a comando idraulico - su tutte servofreno                                                                          | anteriori: a disco a comando idraulico / posteriori: a tamburo/a disco dall'autunno 1964 - a comando idraulico - su tutte servofreno                                                                          | anteriori: a disco a comando idraulico / posteriori: a tamburo/a disco dall'autunno 1964 - a comando idraulico - su tutte servofreno                                                                          |
| Pneumatici                                                                              | Pirelli Cinturato 165x400 | Pirelli Cinturato 165x400 | Pirelli Cinturato 165x400 | Pirelli Cinturato 165x400 | Pirelli Cinturato 165x400 |
| Prestazioni dichiarate                                                                  | | | | | |
| Velocità: 183,402 km/h                                                                  | Velocità: 183,402 km/h | Velocità: 183,402 km/h | Accelerazione: 0-100 km/h in 13,2 | Accelerazione: 0-100 km/h in 13,2 | Accelerazione: 0-100 km/h in 13,2 |
| Consumi                                                                                 | extraurbano: da 11 a 18 l/100 km; urbano: da 18 a 28 l/100 km | extraurbano: da 11 a 18 l/100 km; urbano: da 18 a 28 l/100 km | extraurbano: da 11 a 18 l/100 km; urbano: da 18 a 28 l/100 km | extraurbano: da 11 a 18 l/100 km; urbano: da 18 a 28 l/100 km | extraurbano: da 11 a 18 l/100 km; urbano: da 18 a 28 l/100 km |
| Fonte dei dati: Quattroruote luglio 1962, pagg. 104, 105, 109                           | | | | | |

| Caratteristiche tecniche - Alfa Romeo 2600 Spider Touring (1962)                        | Caratteristiche tecniche - Alfa Romeo 2600 Spider Touring (1962) | Caratteristiche tecniche - Alfa Romeo 2600 Spider Touring (1962) | Caratteristiche tecniche - Alfa Romeo 2600 Spider Touring (1962) | Caratteristiche tecniche - Alfa Romeo 2600 Spider Touring (1962) | Caratteristiche tecniche - Alfa Romeo 2600 Spider Touring (1962) |
| --------------------------------------------------------------------------------------- | --- | --- | --- | --- | --- |
|                                                                                         | | | | | |
| Configurazione                                                                          | | | | | |
| Carrozzeria: spider 2 porte                                                             | Carrozzeria: spider 2 porte | Posizione motore: anteriore longitudinale | Posizione motore: anteriore longitudinale | Trazione: posteriore | Trazione: posteriore |
| Dimensioni e pesi                                                                       | | | | | |
| Ingombri (lungh.×largh.×alt. in mm): 4500 × 1660 × ?                                    | Ingombri (lungh.×largh.×alt. in mm): 4500 × 1660 × ? | Ingombri (lungh.×largh.×alt. in mm): 4500 × 1660 × ? | Ingombri (lungh.×largh.×alt. in mm): 4500 × 1660 × ? | Diametro minimo sterzata: 10,4 m | Diametro minimo sterzata: 10,4 m |
| Interasse: 2500 mm                                                                      | Interasse: 2500 mm | Carreggiate: anteriore 1400 - posteriore 1370 mm | Carreggiate: anteriore 1400 - posteriore 1370 mm | Altezza minima da terra: | Altezza minima da terra: |
| Posti totali: 2 più 2)                                                                  | Posti totali: 2 più 2) | Bagagliaio: | Bagagliaio: | Serbatoio: 60 | Serbatoio: 60 |
| Masse                                                                                   | a vuoto: 1180 kg | a vuoto: 1180 kg | a vuoto: 1180 kg | a vuoto: 1180 kg | a vuoto: 1180 kg |
| Meccanica                                                                               | | | | | |
| Tipo motore: 6 cilindri in linea raffreddato ad acqua, basamento e testata in alluminio | Tipo motore: 6 cilindri in linea raffreddato ad acqua, basamento e testata in alluminio | Tipo motore: 6 cilindri in linea raffreddato ad acqua, basamento e testata in alluminio | Cilindrata: (alesaggio x corsa: 83 x 79,6 mm) totale: 2584 cm³ | Cilindrata: (alesaggio x corsa: 83 x 79,6 mm) totale: 2584 cm³ | Cilindrata: (alesaggio x corsa: 83 x 79,6 mm) totale: 2584 cm³ |
| Distribuzione: due alberi a camme in testa azionati da doppia catena silenziosa         | Distribuzione: due alberi a camme in testa azionati da doppia catena silenziosa | Distribuzione: due alberi a camme in testa azionati da doppia catena silenziosa | Alimentazione: tre carburatori doppio corpo orizzontali Solex 40 PHH | Alimentazione: tre carburatori doppio corpo orizzontali Solex 40 PHH | Alimentazione: tre carburatori doppio corpo orizzontali Solex 40 PHH |
| Prestazioni motore                                                                      | Potenza: 145 CV a 5900 giri/min / Coppia: 18,8 kgm a 2000 giri/min | Potenza: 145 CV a 5900 giri/min / Coppia: 18,8 kgm a 2000 giri/min | Potenza: 145 CV a 5900 giri/min / Coppia: 18,8 kgm a 2000 giri/min | Potenza: 145 CV a 5900 giri/min / Coppia: 18,8 kgm a 2000 giri/min | Potenza: 145 CV a 5900 giri/min / Coppia: 18,8 kgm a 2000 giri/min |
| Accensione: a bobina e spinterogeno con correttore pneumatico dell'anticipo             | Accensione: a bobina e spinterogeno con correttore pneumatico dell'anticipo | Accensione: a bobina e spinterogeno con correttore pneumatico dell'anticipo | Impianto elettrico: 12V | Impianto elettrico: 12V | Impianto elettrico: 12V |
| Frizione: monodisco a secco con comando idraulico                                       | Frizione: monodisco a secco con comando idraulico | Frizione: monodisco a secco con comando idraulico | Cambio: manuale a 5 marce sincronizzate con leva sul tunnel | Cambio: manuale a 5 marce sincronizzate con leva sul tunnel | Cambio: manuale a 5 marce sincronizzate con leva sul tunnel |
| Telaio                                                                                  | | | | | |
| Corpo vettura                                                                           | monoscocca portante in acciaio a struttura progressivamente differenziata | monoscocca portante in acciaio a struttura progressivamente differenziata | monoscocca portante in acciaio a struttura progressivamente differenziata | monoscocca portante in acciaio a struttura progressivamente differenziata | monoscocca portante in acciaio a struttura progressivamente differenziata |
| Sterzo                                                                                  | a vite globoidale e rullo | a vite globoidale e rullo | a vite globoidale e rullo | a vite globoidale e rullo | a vite globoidale e rullo |
| Sospensioni                                                                             | anteriori: a ruote indipendenti, con quadrilateri deformabili, molle elicoidali, ammortizzatori idraulici telescopici non coassiali e barra antirollio / posteriori: a ponte rigido, con puntoni longitudinali di duralluminio, braccio centrale a triangolo per spinta e reazione, molle elicoidali e ammortizzatori idraulici telescopici coassiali | anteriori: a ruote indipendenti, con quadrilateri deformabili, molle elicoidali, ammortizzatori idraulici telescopici non coassiali e barra antirollio / posteriori: a ponte rigido, con puntoni longitudinali di duralluminio, braccio centrale a triangolo per spinta e reazione, molle elicoidali e ammortizzatori idraulici telescopici coassiali | anteriori: a ruote indipendenti, con quadrilateri deformabili, molle elicoidali, ammortizzatori idraulici telescopici non coassiali e barra antirollio / posteriori: a ponte rigido, con puntoni longitudinali di duralluminio, braccio centrale a triangolo per spinta e reazione, molle elicoidali e ammortizzatori idraulici telescopici coassiali | anteriori: a ruote indipendenti, con quadrilateri deformabili, molle elicoidali, ammortizzatori idraulici telescopici non coassiali e barra antirollio / posteriori: a ponte rigido, con puntoni longitudinali di duralluminio, braccio centrale a triangolo per spinta e reazione, molle elicoidali e ammortizzatori idraulici telescopici coassiali | anteriori: a ruote indipendenti, con quadrilateri deformabili, molle elicoidali, ammortizzatori idraulici telescopici non coassiali e barra antirollio / posteriori: a ponte rigido, con puntoni longitudinali di duralluminio, braccio centrale a triangolo per spinta e reazione, molle elicoidali e ammortizzatori idraulici telescopici coassiali |
| Freni                                                                                   | anteriori: a disco / posteriori: a tamburo alettati, freno a mano agente sulle ruote posteriori, dal 1964 a disco anche posteriori | anteriori: a disco / posteriori: a tamburo alettati, freno a mano agente sulle ruote posteriori, dal 1964 a disco anche posteriori | anteriori: a disco / posteriori: a tamburo alettati, freno a mano agente sulle ruote posteriori, dal 1964 a disco anche posteriori | anteriori: a disco / posteriori: a tamburo alettati, freno a mano agente sulle ruote posteriori, dal 1964 a disco anche posteriori | anteriori: a disco / posteriori: a tamburo alettati, freno a mano agente sulle ruote posteriori, dal 1964 a disco anche posteriori |
| Pneumatici                                                                              | 175x400 / Cerchi: in lamiera stampata, a raggi Borrani opzionali | 175x400 / Cerchi: in lamiera stampata, a raggi Borrani opzionali | 175x400 / Cerchi: in lamiera stampata, a raggi Borrani opzionali | 175x400 / Cerchi: in lamiera stampata, a raggi Borrani opzionali | 175x400 / Cerchi: in lamiera stampata, a raggi Borrani opzionali |
| Prestazioni dichiarate                                                                  | | | | | |
| Velocità: 200 km/h                                                                      | Velocità: 200 km/h | Velocità: 200 km/h | Accelerazione: | Accelerazione: | Accelerazione: |
| Fonte dei dati:                                                                         | | | | | |

| Caratteristiche tecniche - Alfa Romeo 2600 Sprint Bertone (1962)                        | Caratteristiche tecniche - Alfa Romeo 2600 Sprint Bertone (1962) | Caratteristiche tecniche - Alfa Romeo 2600 Sprint Bertone (1962) | Caratteristiche tecniche - Alfa Romeo 2600 Sprint Bertone (1962) | Caratteristiche tecniche - Alfa Romeo 2600 Sprint Bertone (1962) | Caratteristiche tecniche - Alfa Romeo 2600 Sprint Bertone (1962) |
| --------------------------------------------------------------------------------------- | --- | --- | --- | --- | --- |
|                                                                                         | | | | | |
| Configurazione                                                                          | | | | | |
| Carrozzeria: coupé 2 porte                                                              | Carrozzeria: coupé 2 porte | Posizione motore: anteriore longitudinale | Posizione motore: anteriore longitudinale | Trazione: posteriore | Trazione: posteriore |
| Dimensioni e pesi                                                                       | | | | | |
| Ingombri (lungh.×largh.×alt. in mm): 4580 × 1706 × 1380                                 | Ingombri (lungh.×largh.×alt. in mm): 4580 × 1706 × 1380 | Ingombri (lungh.×largh.×alt. in mm): 4580 × 1706 × 1380 | Ingombri (lungh.×largh.×alt. in mm): 4580 × 1706 × 1380 | Diametro minimo sterzata: 10,4 m | Diametro minimo sterzata: 10,4 m |
| Interasse: 2580 mm                                                                      | Interasse: 2580 mm | Carreggiate: anteriore 1400 - posteriore 1370 mm | Carreggiate: anteriore 1400 - posteriore 1370 mm | Altezza minima da terra: | Altezza minima da terra: |
| Posti totali: 2 più 2)                                                                  | Posti totali: 2 più 2) | Bagagliaio: | Bagagliaio: | Serbatoio: 60 | Serbatoio: 60 |
| Masse                                                                                   | a vuoto: 1370 kg | a vuoto: 1370 kg | a vuoto: 1370 kg | a vuoto: 1370 kg | a vuoto: 1370 kg |
| Meccanica                                                                               | | | | | |
| Tipo motore: 6 cilindri in linea raffreddato ad acqua, basamento e testata in alluminio | Tipo motore: 6 cilindri in linea raffreddato ad acqua, basamento e testata in alluminio | Tipo motore: 6 cilindri in linea raffreddato ad acqua, basamento e testata in alluminio | Cilindrata: (alesaggio x corsa: 83 x 79,6 mm) totale: 2584 cm³ | Cilindrata: (alesaggio x corsa: 83 x 79,6 mm) totale: 2584 cm³ | Cilindrata: (alesaggio x corsa: 83 x 79,6 mm) totale: 2584 cm³ |
| Distribuzione: due alberi a camme in testa azionati da doppia catena silenziosa         | Distribuzione: due alberi a camme in testa azionati da doppia catena silenziosa | Distribuzione: due alberi a camme in testa azionati da doppia catena silenziosa | Alimentazione: tre carburatori doppio corpo orizzontali Solex 40 PHH | Alimentazione: tre carburatori doppio corpo orizzontali Solex 40 PHH | Alimentazione: tre carburatori doppio corpo orizzontali Solex 40 PHH |
| Prestazioni motore                                                                      | Potenza: 145 CV a 5900 giri/min / Coppia: 18,8 kgm a 2000 giri/min | Potenza: 145 CV a 5900 giri/min / Coppia: 18,8 kgm a 2000 giri/min | Potenza: 145 CV a 5900 giri/min / Coppia: 18,8 kgm a 2000 giri/min | Potenza: 145 CV a 5900 giri/min / Coppia: 18,8 kgm a 2000 giri/min | Potenza: 145 CV a 5900 giri/min / Coppia: 18,8 kgm a 2000 giri/min |
| Accensione: a bobina e spinterogeno con correttore pneumatico dell'anticipo             | Accensione: a bobina e spinterogeno con correttore pneumatico dell'anticipo | Accensione: a bobina e spinterogeno con correttore pneumatico dell'anticipo | Impianto elettrico: 12V | Impianto elettrico: 12V | Impianto elettrico: 12V |
| Frizione: monodisco a secco con comando idraulico                                       | Frizione: monodisco a secco con comando idraulico | Frizione: monodisco a secco con comando idraulico | Cambio: manuale a 5 marce sincronizzate con leva sul tunnel | Cambio: manuale a 5 marce sincronizzate con leva sul tunnel | Cambio: manuale a 5 marce sincronizzate con leva sul tunnel |
| Telaio                                                                                  | | | | | |
| Corpo vettura                                                                           | monoscocca portante in acciaio a struttura progressivamente differenziata | monoscocca portante in acciaio a struttura progressivamente differenziata | monoscocca portante in acciaio a struttura progressivamente differenziata | monoscocca portante in acciaio a struttura progressivamente differenziata | monoscocca portante in acciaio a struttura progressivamente differenziata |
| Sterzo                                                                                  | a vite globoidale e rullo | a vite globoidale e rullo | a vite globoidale e rullo | a vite globoidale e rullo | a vite globoidale e rullo |
| Sospensioni                                                                             | anteriori: a ruote indipendenti, con quadrilateri deformabili, molle elicoidali, ammortizzatori idraulici telescopici non coassiali e barra antirollio / posteriori: a ponte rigido, con puntoni longitudinali di duralluminio, braccio centrale a triangolo per spinta e reazione, molle elicoidali e ammortizzatori idraulici telescopici coassiali | anteriori: a ruote indipendenti, con quadrilateri deformabili, molle elicoidali, ammortizzatori idraulici telescopici non coassiali e barra antirollio / posteriori: a ponte rigido, con puntoni longitudinali di duralluminio, braccio centrale a triangolo per spinta e reazione, molle elicoidali e ammortizzatori idraulici telescopici coassiali | anteriori: a ruote indipendenti, con quadrilateri deformabili, molle elicoidali, ammortizzatori idraulici telescopici non coassiali e barra antirollio / posteriori: a ponte rigido, con puntoni longitudinali di duralluminio, braccio centrale a triangolo per spinta e reazione, molle elicoidali e ammortizzatori idraulici telescopici coassiali | anteriori: a ruote indipendenti, con quadrilateri deformabili, molle elicoidali, ammortizzatori idraulici telescopici non coassiali e barra antirollio / posteriori: a ponte rigido, con puntoni longitudinali di duralluminio, braccio centrale a triangolo per spinta e reazione, molle elicoidali e ammortizzatori idraulici telescopici coassiali | anteriori: a ruote indipendenti, con quadrilateri deformabili, molle elicoidali, ammortizzatori idraulici telescopici non coassiali e barra antirollio / posteriori: a ponte rigido, con puntoni longitudinali di duralluminio, braccio centrale a triangolo per spinta e reazione, molle elicoidali e ammortizzatori idraulici telescopici coassiali |
| Freni                                                                                   | anteriori: a disco / posteriori: a tamburo alettati, freno a mano agente sulle ruote posteriori, dal 1964 a disco anche posteriori | anteriori: a disco / posteriori: a tamburo alettati, freno a mano agente sulle ruote posteriori, dal 1964 a disco anche posteriori | anteriori: a disco / posteriori: a tamburo alettati, freno a mano agente sulle ruote posteriori, dal 1964 a disco anche posteriori | anteriori: a disco / posteriori: a tamburo alettati, freno a mano agente sulle ruote posteriori, dal 1964 a disco anche posteriori | anteriori: a disco / posteriori: a tamburo alettati, freno a mano agente sulle ruote posteriori, dal 1964 a disco anche posteriori |
| Pneumatici                                                                              | 175x400 / Cerchi: in lamiera stampata, a raggi Borrani opzionali | 175x400 / Cerchi: in lamiera stampata, a raggi Borrani opzionali | 175x400 / Cerchi: in lamiera stampata, a raggi Borrani opzionali | 175x400 / Cerchi: in lamiera stampata, a raggi Borrani opzionali | 175x400 / Cerchi: in lamiera stampata, a raggi Borrani opzionali |
| Prestazioni dichiarate                                                                  | | | | | |
| Velocità: 200 km/h                                                                      | Velocità: 200 km/h | Velocità: 200 km/h | Accelerazione: | Accelerazione: | Accelerazione: |
| Fonte dei dati:                                                                         | | | | | |